# Karl Polenske
Karl Polenske (* 16. April 1881 in Brooklyn, New York City; † 4. Januar 1949 in Schienen) war ein deutscher Jurist und Hochschullehrer an der Universität Greifswald.

## Leben
Polenske studierte Rechtswissenschaft, Volkswirtschaft und Philosophie an den Universitäten in Marburg, München und Berlin. 1904 promovierte er an der Universität zu Berlin zum Thema Fideikommisserbrecht. 1904/05 diente er als Einjährig-Freiwilliger in der preußischen Armee. Ab 1909 war er als Gerichtsassessor im Amtsgericht Berlin-Lichtenberg tätig. 1910 verteidigte Polenske seine Habilitation für Römisches Recht und Zivilrecht an der Universität in Halle an der Saale. 1911 erhielt er seinen ersten Lehrauftrag für Gewerberecht am Polytechnikum in Köthen. Polenske habilitierte sich erneut 1914 an der Universität in Greifswald im Zivilrecht sowie Wertpapierrecht. 1915 leistete er einen kurzzeitigen Militärdienst und wirkte danach im selben Jahr als nichtbeamteter Professor (Privatdozent) an der dortigen Universität Greifswald.
Während der Münchner Räterepublik (1919) arbeitete Polenske mit Silvio Gesell, dem „Volksbeauftragten für Finanzen“, sowie mit dem schweizerischen Arzt und Mathematiker Theophil Christen in München zusammen. Nach der militärischen Niederschlagung der sozialistischen Republik wurden alle gemeinsam verhaftet und wegen Hochverrats angeklagt. Ein Standgericht sprach jedoch die Drei nach mehrmonatiger Untersuchungshaft frei. Seine Beteiligung an der Münchener Räterepublik führte jedoch zu Protesten in der Greifswalder Studentenschaft gegen Polenske. Daraufhin verzichtete er im September 1919 auf seine Lehrbefugnis.
Polenske war Mitglied der Unabhängigen Sozialdemokratischen Partei Deutschlands (USPD). Zum 1. Mai 1932 trat er der NSDAP bei (Mitgliedsnummer 1.110.466).

## Werke (Auswahl)

Flugschrift „An Alle!“ 1919

- Beiträge zur Lehre vom Deutschen Fideikommisserbrecht, Dissertation 1904.
- 10 Tage Rätefinanzminister, 1919.
- An Alle! Das proletarische Finanz- und Wirtschaftsprogramm des Volksbeauftragten der bayerischen Räterepublik Silvio Gesell. Den deutschen Arbeitern und Bauern dargestellt von Gesells Rechtsbeirat Karl Polenske. Verlag Freiland-Freigeld-Bund: Berlin-Steglitz 1919
- Die Freiheit des Heilwesens als Problem der Staatskunst, Rechtsprechung, Verwaltung und öffentlichen Meinung, 1928.
- Die Geldreform, 1931.